# 一色紗英
一色 紗英（いっしき さえ、1977年〈昭和52年〉4月29日 - ）は、日本の女優、タレント。東京都杉並区出身。ボックスコーポレーション所属。旧姓 : 畠山 紗英（はたけやま さえ）。

## 略歴
1991年（平成3年）、フジテレビ系ドラマ『学校へ行こう!』でデビュー。出演作に、CM「ポカリスエット」、テレビドラマ『その時、ハートは盗まれた』、映画『藏』など。
デビュー当時は清純派女優だったが、バラエティ番組『ウッチャンナンチャンのやるならやらねば!』にレギュラー出演すると天然な面が評価されコミカルな演技もこなすようになる。日産・サニーのCMなどでも、コミカルなキャラクターを前面に出していた。
2002年（平成14年）5月に、5年間にわたり交際をしていた元モデルで実業家であるサーフェン智との結婚を発表。同年11月、第1子（長女）を出産。2004年（平成16年）7月、第2子（次女）を出産。2006年（平成18年）10月20日、第3子（長男）を出産。
2019年、江崎グリコの新CMにて10年ぶりにCM出演した。
現在はロサンゼルス在住。

## 人物
- 東海大学付属望星高等学校卒業。高校卒業後、イギリスやアメリカへ留学。
- 1999年（平成11年）、旅先で出会った伝統美を服に取り入れたブランド『archi（アーキ）』を立ち上げる。
- 自然分娩で三人の子供を出産し、完全母乳で子育てを行っている。現在は育児の傍ら、『archi』のディレクターを務め、エコ活動、チャリティ運動に積極的に参加している。

## 出演

### テレビドラマ
- 学校へ行こう!（1991年、フジテレビ）
- 先生のお気にいり!（1991年、TBS） - 遠山いづみ 役
- ヤン・レツル物語～ヒロシマドームを建てた男～（1991年、NHK） - ハナコ 役
- しあわせの決断（1992年、フジテレビ） - 平井千草 役
- 君のためにできること（1992年、フジテレビ） - 神崎エリカ 役
- ボクたちのドラマシリーズ その時、ハートは盗まれた（1992年、フジテレビ） - 主演・椎名裕子 役
- 17才-at seventeen-（1994年、フジテレビ） - 月影翠 役
- ふたり（1997年、テレビ朝日） - 主演・北尾千津子 役（奥菜恵とのダブル主演）
- 徳川慶喜（1998年、NHK） - みよ 役
- お水の花道（1999年、フジテレビ） - 五月 役
- 六番目の小夜子（2000年、NHK） - 佐野美香子 役
- 新・お水の花道（2001年、フジテレビ） - 五月 役
- 早乙女タイフーン（2001年、テレビ朝日） - 磯村育美 役
- 演技者。『黒いハンカチーフ』（2002年、フジテレビ） - 佐登子 役
- 月曜ゴールデン・十津川警部シリーズ25（2002年3月25日、TBS） - 平井ゆみ子 役
- 1242kHz こちらニッポン放送（2005年、フジテレビ） - 主演・加賀涼子 役

### バラエティ
- ウッチャンナンチャンのやるならやらねば!（フジテレビ）
- マジカル頭脳パワー!!（1998年2月19日・1999年6月24日、日本テレビ）
- FIELD OF VIEWと一色紗英のロンドン・ロックまるかじりの旅 （1999年8月6日、TBS系）
- ゆるやかナビゲーション ゆるナビ（2006年6月、NHK総合）
- ココロとカラダ満つる時間 宿坊（滋賀・延暦寺）（2012年4月10日、NHK BSプレミアム）

### CM
- 三井不動産販売「三井のリハウス」（1991年 - 1992年） - 5代目リハウスガールとして
- 大塚製薬「ポカリスエット」（1992年 - 1994年）[4][5]
- ネスレマッキントッシュ「キットカット」（1992年 - 1996年）
- 日産自動車「サニー」（1993年、1995年 - 1997年）
- 東芝 VHSビデオ「アリーナ」（1994年）
- NTT
  - ホームファックス「でんえもん」（1993年 - 1997年）CMキャラクター｢ファックスサエ｣版(1995年 - 1996年)「新ファックスサエ版」(1997年)
  - 大阪「06局」の市内局番の頭に「6」がつく時のCM（1998年末 - 1999年始にかけて）
  - 他、多数
- JOMO（現・ENEOS）『JOMOカード』『企業』（1996年、中村雅俊と共演）
- ワコール「ウイング」（1999年）
- 資生堂「ピエヌ」（2000年春）
- 江崎グリコ「プリッツ」（2019年）[2]

### 映画
- 藏（1995年） - 烈 役
- 鏡の女たち (2002年) - 川瀬夏来 役
- バウムクーヘン (2006年) - 安藤沙希 / 広川久仁子 役

### 舞台
- 七人ぐらいの兵士（2000年）
- 田村亮一座本公演「シンドロームで逢いましょう」（2013年11月8日 - 10日、恵比寿・エコー劇場）

## 作品

### 写真集
- ピアチェーレ（1992年8月1日、ワニブックス）撮影:井ノ元浩二
- 初恋×一色紗英 写真集（2019年9月30日、講談社）撮影:野村誠一

## 受賞歴
- 第69回キネマ旬報ベスト・テン 新人女優賞（『藏』）
- 第19回日本アカデミー賞 優秀助演女優賞・新人俳優賞（『藏』）[6]
- 第20回報知映画賞 新人賞（『藏』）
- 第50回毎日映画コンクール スポニチグランプリ新人賞（『藏』）
- 第5回日本映画批評家大賞 新人賞